# Dylan van Baarle
Dylan van Baarle (Voorburg, 21 de mayo de 1992) es un ciclista neerlandés, miembro del equipo neerlandés Team Visma | Lease a Bike.

## Palmarés

### Ruta
2012
- 1 etapa del Triptyque des Monts et Châteaux
- Memorial Arno Wallaard
- Tour de Olympia, más 1 etapa

2013
- Ster van Zwolle
- Dorpenomloop Rucphen
- 1 etapa del Tour de Bretaña
- Tour de Olympia, más 1 etapa
- Tour de Thüringe

2014
- Vuelta a Gran Bretaña[1]

2018
- Campeonato de los Países Bajos Contrarreloj

2019
- Herald Sun Tour[2]
- 1 etapa del Critérium del Dauphiné
- 3.º en el Campeonato de los Países Bajos Contrarreloj

2021
- A través de Flandes
- 2.º en el Campeonato Mundial en Ruta

2022
- París-Roubaix

2023
- Omloop Het Nieuwsblad
- Campeonato de los Países Bajos en Ruta

2025
- 2.º en el Campeonato de los Países Bajos Contrarreloj

### Pista
2014
- Campeonato de los Países Bajos en Madison (con Yoeri Havik)

2015
- Campeonato de los Países Bajos en Madison (con Yoeri Havik)

## Resultados

### Grandes Vueltas
| Carrera | Carrera         | 2011 | 2012 | 2013 | 2014 | 2015  | 2016 | 2017 | 2018 | 2019 | 2020 | 2021 | 2022 | 2023 | 2024 | 2025 |
| ------- | --------------- | ---- | ---- | ---- | ---- | ----- | ---- | ---- | ---- | ---- | ---- | ---- | ---- | ---- | ---- | ---- |
|         | Giro de Italia  | —    | —    | —    | Ab.  | —     | —    | —    | —    | —    | —    | —    | —    | —    | —    | 95.º |
|         | Tour de Francia | —    | —    | —    | —    | 147.º | 91.º | 77.º | —    | 46.º | 59.º | 54.º | 31.º | 42.º | —    | —    |
|         | Vuelta a España | —    | —    | —    | —    | —     | —    | —    | Ab.  | —    | 49.º | Ab.  | 49.º | 88.º | Ab.  | —    |

### Clásicas, Campeonatos y JJ. OO.
| Omloop Het Nieuwsblad  | Omloop Het Nieuwsblad  | — | — | —             | —             | —             | —    | 81.º          | 51.º          | 14.º          | —             | —    | —    | 1.º  | 34.º | —    |    |    |
| Kuurne-Bruselas-Kuurne | Kuurne-Bruselas-Kuurne | — | — | —             | —             | —             | —    | —             | 70.º          | Ab.           | —             | —    | —    | 35.º | 47.º | —    |    |    |
| Strade Bianche         | Strade Bianche         | — | — | —             | —             | —             | —    | Ab.           | —             | —             | —             | —    | —    | —    | —    | —    |    |    |
|                        | Milan San Remo         | — | — | —             | —             | —             | 69.º | —             | 99.º          | —             | 140.º         | 31.º | —    | —    | —    | —    |    |    |
| A Través de Flandes    | A Través de Flandes    | — | — | —             | 45.º          | 3.º           | —    | 8.º           | —             | 53.º          | —             | 1.º  | 71.º | —    | —    | 23.º |    |    |
| E3 Saxo Classic        | E3 Saxo Classic        | — | — | —             | 58.º          | 24.º          | 19.º | 9.º           | 51.º          | —             | —             | 7.º  | 8.º  | Ab.  | 88.º | 65.º |    |    |
| Gante-Wevelgem         | Gante-Wevelgem         | — | — | —             | 45.º          | Ab.           | Ab.  | 97.º          | 99.º          | —             | —             | 8.º  | 41.º | —    | —    | —    |    |    |
|                        | Tour de Flandes        | — | — | —             | 89.º          | 37.º          | 6.º  | 4.º           | 12.º          | —             | —             | 10.º | 2.º  | —    | 83.º | 46.º |    |    |
| Scheldeprijs           | Scheldeprijs           | — | — | —             | 119.º         | 98.º          | —    | —             | —             | —             | 140.º         | —    | —    | —    | —    | —    |    |    |
|                        | París-Roubaix          | — | — | —             | 64.º          | 133.º         | 16.º | 20.º          | 19.º          | 21.º          | —             | F.c. | 1.º  | Ab.  | —    | 35.º |    |    |
| Amstel Gold Race       | Amstel Gold Race       | — | — | —             | —             | —             | —    | 50.º          | —             | 31.º          | —             | 62.º | 22.º | —    | —    | 73.º |    |    |
| Flecha Valona          | Flecha Valona          | — | — | —             | —             | —             | —    | —             | —             | 81.º          | —             | —    | —    | —    | —    | —    |    |    |
| Clásica San Sebastián  | Clásica San Sebastián  | — | — | —             | 70.º          | —             | —    | —             | —             | —             | —             | —    | —    | —    | 66.º |      |    |    |
| París-Tours            | París-Tours            | — | — | —             | —             | —             | —    | —             | —             | —             | —             | —    | —    | 34.º | —    |      |    |    |
| JJ. OO. (Ruta)         | JJ. OO. (Ruta)         | — | — | No se disputó | No se disputó | No se disputó | —    | No se disputó | No se disputó | No se disputó | No se disputó | 15.º | ND   | ND   | 36.º | ND   | ND | ND |
| Mundial en Ruta        | Mundial en Ruta        | — | — | —             | Ab.           | 96.º          | 48.º | —             | —             | Ab.           | 35.º          | 2.º  | 27.º | 12.º | —    |      |    |    |
| Mundial Contrarreloj   | Mundial Contrarreloj   | — | — | —             | —             | —             | —    | —             | —             | 15.º          | —             | —    | —    | —    | —    |      |    |    |
| Países Bajos en Ruta   | Países Bajos en Ruta   | — | — | —             | 29.º          | 61.º          | 11.º | 7.º           | 19.º          | —             | —             | —    | —    | 1.º  | —    |      |    |    |
| Países Bajos CRI       | Países Bajos CRI       | — | — | —             | 5.º           | 9.º           | —    | —             | 1.º           | 3.º           | —             | —    | —    | —    | —    | 2.º  |    |    |

—: no participa

Ab.: abandono

F. c.: Fuera de control

## Equipos
- Rabobank Development Team (2011-2013)
- Garmin/Cannondale (2014-2017)
  - Garmin Sharp (2014)
  - Team Cannondale-Garmin (2015)
  - Cannondale Pro Cycling Team (2016)
  - Cannondale-Drapac Pro Cycling Team (2016-2017)
- Sky/INEOS[3] (2018-2022)
  - Team Sky (2018-04.2019)
  - Team INEOS (05.2019-08.2020)
  - INEOS Grenadiers (08.2020-2022)
- Visma (2023-)
  - Team Jumbo-Visma (2023)
  - Team Visma | Lease a Bike (2024-)